# Балхаш-Алакольская котловина
Балха́ш-Алако́льская котлови́на — плоская замкнутая впадина в юго-восточном Казахстане, расположенная на высоте 342—600 м над уровнем моря. Общая длина 800 км, ширина 100—300 км.
Большую часть впадины занимает бессточное озеро Балхаш. В восточной части котловины, которая также называется Балхаш-Алакольская низменность или впадина, находятся озёра Сасыкколь и Алаколь (КНЭ различает Балхашскую и Алакольскую впадины). Впадина также включает песчаные массивы Таукум, Мойынкум. Наиболее низкое место Чу-Балхашского бассейна — низовья Чу.
Образовалась в результате прогиба, заполненного речными отложениями. В карбоне здесь существовало внутриконтинентальное Джунгарское море — реликт Палеоазиатского океана (см. древние океаны). В пермский период это море исчезло, а в эоцене здесь закладывается Южно-Балхашский прогиб с образованием единого Балхаш-Алакольского водоёма, наибольшие глубины которого были северо-восточнее современного села Баканас. Образовавшаяся впадина заполнилась солёными водами, после чего наступила обширная озёрная трансгрессия Балхаш-Алаколя и соседних озёр с востока — Зайсана и Гобийского озера. Образовалось внутриконтинентальное Ханхайское море, занимавшее большую часть Семиречья и Джунгарию, однако в олигоцене оно пересохло с образованием реликтовых (остаточных) озёр — Балхаш, Алаколь, Зайсан и Гобийское.
В миоцене Балхашская впадина заполнилась осадками, Балхаш обмелел и опреснился. В то же время Алаколь и Зайсан были единым озером.
В плиоцене и плейстоцене усилились тектонические процессы — углубилась вся впадина, а поднявшийся хребет Тарбагатай разделил озёра Зайсан (пресное) и Алаколь (солоноватое) на самостоятельные водоёмы, которые при этом значительно уменьшились в размерах. Балхаш однако увеличился и приобрёл современную конфигурацию с делением на западную часть (пресную) и восточную (солёную). В это же время началось формирование долин Или, Каратала и других рек. В плейстоцене площадь Балхаша из-за оледенений и интенсивного таяния льдов сильно увеличилась, в результате озеро вновь соединилось с Алаколем и образовало единый водоём. В голоцене он обмелел и разделился на современные озёра Балхаш, Алаколь и Сасыкколь.
Более 26 000 км² занимает Алакольский артезианский бассейн, где высоконапорные артезианские воды вскрываются скважинами, которые могут выпускать фонтаны высотой до 18 м.
Растительность пустынная: распространены саксаул, джузгун, терескен, полынь, солянка. Почвы бурые пустынно-степные, малокарбонатные серозёмы, солончаки. Используется как зимние пастбища.
Основные реки: Или, Каратал, Аксу, Лепсы, Аягуз, Урджар, Катынсу, Эмель, Ыргайты, Жаманты, Тентек.
Климат резко континентальный с малым количеством осадков (135—200 мм в год), средняя температура января −12— 14 °C, июля 22—24 °C. Зима холодная, малоснежная; лето жаркое, знойное.